# 阿拉萨吉
阿拉萨吉是巴西帕拉伊巴州的一个市镇。总面积229.722平方公里，总人口17892人，人口密度77.9人/平方公里。